# 무직전생 ~이세계에 갔으면 최선을 다한다~
《무직전생 ~이세계에 갔으면 최선을 다한다~》(일본어: 無職転生 ～異世界行ったら本気だす～ 무쇼쿠텐세이 이세카이 잇타라 혼키 다스[*])는 (리후진 나 마고노테 일본어: 理不尽な孫の手)가 저술한 일본의 라이트 노벨 소설 작품이다. 삽화는 시로타카( 일본어: シロタカ)가 담당하고 있다.

## 개요
일본 소설 투고 사이트 〈소설가가 되자〉에서 2012년 11월부터 2015년 4월까지 웹 소설로 발간, MF문고(미디어팩토리)에서 2014년 1월부터 간행되고 있다. 
2021년 1월부터 3월까지 1쿨, 동년 10월부터 12월까지 2쿨로 TV 애니메이션이 방영되었다.
2022년 3월 6일 TVA 애니메이션 제2기 제작이 결정되었다.
2020년 후반기 기준 일본현지 시리즈 누계 발행부수 560만부
총 3부작 작품으로 현재 1부작이 완결되었다.

## 줄거리
34세 무직 동정의 니트족인 주인공은 무일푼으로 집에서 쫓겨나 자기 인생이 완전히 궁지임을 깨달았다. 
스스로를 후회하던 순간, 그는 트럭에 치여서 어이없이 죽었다. 그리고 눈을 뜬 곳은 바로 검과 마법의 이세계였다!!
루데우스라는 이름이 붙은 아기로 다시 태어난 그는, “이번에야말로 진지하게 살아주겠어…!”라며 후회 없는 인생을 보내기로 결심한다.
전생의 지식을 살린 루디우스는 순식간에 마술 재능을 꽃피우고 어린 여자아이의 가정교사를 맡게 된다. 또한 에메랄드그린색 머리칼을 가진 아름다운 쿼터 엘프와 만나고, 그의 새로운 인생이 움직이기 시작한다.
동경의 인생 재시작형 전생 판타지, 여기서 시동!

## 주인공
루데우스 그레이랫 (ルーデウス・グレイラット)
애칭: 루디(ルディ)
출생: 갑용력 407년
사망: 갑용력 481년
드라마 CD 성우: 시모노 히로
애니메이션 성우: 스기타 토모카즈 (전생, 내면), 우치야마 유미 (환생)
무직전생 ~이세계에 갔으면 최선을 다한다~의 주인공. 어떤 이유에서인지 전생의 기억을 고스란히 가지고 파울로 그레이랫와 제니스 그레이랫의 아들로 태어나게된다.
태어난 순간부터 전생의 기억을 그대로 가지고 있기 때문에 현 시점의 나이에 +34세의 정신연령을 가지고 있으며 정신연령으로만 따지면 부모님인 파울로나 제니스보다도 연상이다.
전생 전 본래 집단 따돌림을 당하기 전엔 운동도 잘하고 공부도 중간 수준의 평범한 학생이였다. 히키코모리가 된 계기도 새치기를 하는 일진 선배들에게 옳은 소리를 했다가 지속적인 학교폭력이 시작이었다. 그 후 집단 따돌림 트라우마로 인한 대인기피증과 34세의 구제불능 니트족이되었다. 부모님 장례식 조차 안가는 방구석 폐인으로 전략해 형제들과의 불화로 집에서 내쫓긴 뒤, 한 학생 무리를 덮치려는 트럭에 대신 치여 죽었던 전생의 삶에 후회가 막심하기에 이세계에서 제 2의 인생을 시작할 수 있는 계기가된다. 전생 전의 자신의 모습을 후회하며 전생 후 이른 나이부터 성실한 자세로 기초를 다져나가는데 힘쓴다. 전생에서의 경험을 교훈삼아 겸손과 성실함을 모토로 하고있지만, 워낙 긴 시간을 패배자의 인생에 찌들었던 영향인지 전반적으로 자신의 잠재력이나 능력에 비해 겸손이 지나쳐 비굴하고, 자신감이 부족하다 못해 심지가 다소 나약한 편이다. 하지만 이는 무직전생 스토리가 진행되며 점차 성장해나가며 나중에는 많은 이들의 구원자가된다.

## 등장인물

### 주인공의 히로인
실피에트 (シルフィエット)
애니메이션 성우:  카야노 아이
무직전생 ~이세계에 갔으면 최선을 다한다~의 등장인물이자 주인공의 히로인.
부에나 마을의 하프엘프 사냥꾼 롤프의 딸로 쿼터 엘프이다. 유년시기에는 녹색 머리색으로 인해 아이들에게 괴롭힘당하는걸 루데우스가 지켜주면서 만났다. 짧은 녹색머리에 마른 체형을 하고 있었기에 초반에 루데우스가 남자로 오해하여 실수를 범하기도 하였지만 이 인연으로 루디우스에게 마법을 배워 소설에서 세번째로 등장하는 무영창 마법사가 되고 전이사건이 후 혼란속에 아리엘을 지켜낸 인연으로 아리엘의 호위기사가 된다.

록시 미굴디아 (ロキシー・ミグルディア)
드라마 CD 성우: 히로하시 료
애니메이션 성우: 코하라 코노미
무직전생 ~이세계에 갔으면 최선을 다한다~의 등장인물이자 주인공의 히로인.
마 대륙의 마족중 하나인 미굴드족 출신으로 미굴드족 아버지 로인 미굴디아와 어머니 로카리 미굴디아 사이에서 태어났다.
미굴드족 고유의 능력인 사념대화를 전혀 사용할 수 없어 마을내에서 소외감을 느끼며 자랐으며 이를 가엾게 여긴 부모님이 초청한 모험가겸 마법사에게 마법을 배웠고, 어느 정도 실력을 쌓자 마을을 나서 모험가 생활을 시작했다.
리카리스마을에서 만난 세명의 마족 동료들과 4인 모험가 파티를 만들어 활약했지만 의뢰 도중 파티원 중 한 명이 사망하게 되고, 록시는 파티를 해산한 후 마 대륙을 떠나 밀리스 대륙을 거쳐 중앙대륙 북부의 라노아 마법대학에 입학했다. 이곳에서 수성급 마법사가 되지만 스승이었던 지너스와 싸운 후 대학을 나와 일자리를 찾아 아슬라 왕국으로 가게 되었다. 한동안 일자리를 찾지 못해 점점 시골로 들어가다가 파울로의 가정교사 모집글을 보고 유년기 시절의 루데우스와 처음 만나게 되었다. 이때 전생의 트라우마로 집에서 나오지 못하는 루디를 바깥 세상으로 끌어주어 그의 트라우마를 극복할 수 있도록 도와주었다.

아리스 보레아스 그레이랫 (エリス・ボレアス・グレイラット)
애니메이션 성우: 카쿠마 아이/린지 사이델
무직전생 ~이세계에 갔으면 최선을 다한다~의 등장인물이자 주인공의 히로인.
피트아령의 영주 사울로스 보레아스 그레이랫의 손녀이자 필립 보레아스 그레이랫과 힐다 보레아스 그레이랫의 딸이다.
나이는 애니메이션 기준 10세, 책기준 26세이다. 루데우스보다 2살 연상으로 족보상으론 6촌 재종형제이다. 상당히 불같고 안하무인적인 성격으로 인해 첫 만남에서는 루데우스를 우습게 보지만, 루데우스와 함께 납치되는 사건 이후 루데우스의 지혜와 마법을 이용해 탈출하는 모습에 조금씩 마음을 열게된다. 나이는 자신보다 어리면서도 뛰어난 마법실력과 지식을 가지고 있음에도 과시하거나 자만하지 않고, 자신의 불합리한 폭력에도 불구하고 싫은소리 하나 하지 않고 성실하게 가르치려는 태도에 루데우스에게 사랑이란 감정을 느끼게 된다.

## 유년기 시절 (0-6살)

### 피트아령 부에나 마을
파울로 그레이랫 (パウロ・グレイラット)
드라마 CD 성우: 모리카와 토시유키
애니메이션 성우: 타케모토 에이지
무직전생 ~이세계에 갔으면 최선을 다한다~의 등장인물이자 주인공의 아버지.
아슬라 왕국의 상급 귀족인 노토스가의 장남이였으며 미래의 노토스가 후계자로 인정받고 있었다. 원래 이름은 파울로 노토스 그레이랫.
하지만 강압적으로 군림하는 부친의 폭거를 참지 못하고 12살때 가출하게 되었다.
이 후 리랴의 아버지가 운영하는 검술 도장에서 검술을 배웠다. 불같은 성격탓에 도장 주변인들과 트러블을 일으켰고 도장을 나와 객지를 떠돌아다니다 모험가 생활을 시작하였다. 이때 만난 동료들과 '검은 늑대의 송곳니'라는 파티를 만들어 활동하며 S 랭크 파티까지 올라가며 꽤나 유명한 검사로 이름을 날리게 되었다. 모험가 파티에서 활동당시 문란한 생활을 했던것으로 표현되지만 현재의 아내인 제니스 라트레이아가 파티에 들어오고, 파울로에게 반한 제니스의 대쉬를 받고 결국 눈이 맞아 결혼까지 하게 되었다. 그 후 제니스가 임신하자 동료들과 상의도 없이 제니스와 파티에서 탈퇴했는데, 탈퇴 시 길레느와 엘리나리제에게 모욕적인 언사를 해서 사이가 크게 틀어졌다. 이  후 부에나 마을의 기사 자리를 얻어 정착했다. 제니스와 사이에 아이가 생긴 걸로 개심하고 아버지로서 최선을 다하려고 노력한다.

제니스 그레이랫 (ゼニス・グレイラット)
애니메이션 성우: 카네모토 히사코
무직전생 ~이세계에 갔으면 최선을 다한다~의 등장인물이자 주인공의 어머니.
밀리스 신성국의 라트레이아 백작가의 영애였는데 여러 가지 사정으로 출가한 뒤 모험가가 되었다. 원래 이름은 제니스 라트레이아.
금발과 벽안의 미녀로 보기보다 상당히 활달한 성격이며 '검은 늑대의 송곳니' 시절 파울로 그레이랫에게 첫눈에 반한 뒤 열렬한 대쉬 끝에 파울로와 결혼하였다. 아들인 루데우스가 고작 3살의 나이에 마법을 쓰는 것을 목격하고 영재교육을 해야 한다고 주장하여 당시 유명한 모험가였던 록시 미굴디아를 마법 선생님으로 데려왔다.
루데우스가 5살 되던 해 둘째를 임신하게 되었다. 그런데 집 메이드였던 리랴도 파울로의 불륜으로 인해 동시에 임신하는 바람에 남편과 리랴에 대한 배신감도 들었지만 루데우스가 가족을 지키기 위해 말을 꺼내는것을 보고 리랴의 아이를 집안 구성원으로 인정한다. 이후 딸 노른을 낳게 된다.
동시에 리랴도 딸 아이샤를 낳았다. 제니스는 노른과 아이샤 둘 모두를 자신의 딸로 인정하고 동등하게 키운다.

리랴 그레이랫 (リーリャ・グレイラット)
애니메이션 성우: Lynn
무직전생 ~이세계에 갔으면 최선을 다한다~의 등장인물이자 그레이랫가의 메이드.
아슬라 후궁부의 근위시녀였으나 왕족 호위임무 도중 왕족이 부상을 당한 뒤 버려지듯 은퇴를 했다.
아슬라 왕국에 제거당할까봐 노심초사하다 피트아령 부에나마을까지 도망치듯 나왔으며 마침 출산을 앞두고 유모를 구하던 파울로에게 고용된다.
어린 루데우스의 알 수 없는 행동들로 묘한 공포심을 느껴 한동안 거리를 두었다.
혼자인 외로움과 성욕을 이기지못하고 파울로를 유혹하여 관계를 맺으며 아이샤를 임신하였다. 제니스에 의해 그레이랫가에서 쫓겨날뻔했지만 루데우스가 감싸준 덕분에 가족의 일원으로 남을 수 있었다. 그날 이 후 루데우스에 대한 공포심을 지워버리고 자신과 딸 아이샤가 루데우스를 모시도록 하겠다고 결의하였다.